# Wawa Non Stop
Wawa Non Stop – polski serial paradokumentalny emitowany na antenie TVN od 2 września 2013 do 28 lutego 2014.
Serial stanowił tzw. telenowelę hybrydową, a aktorzy-amatorzy w nim występujący odgrywali role przypominające w pewnym stopniu siebie samych, ponadto mieli oni wpływ na scenariusz i dialogi odgrywane w ramach scen.

## Bohaterowie
- Maciej Tylenda jako Maciej Domicki
- Dobrosława Stoma jako Dobrosława Zawiłska
- Jacek Mędrala jako Jan Zawada
- Jowita Zienkiewicz jako Oliwia Kuśmierczyk
- Łukasz Jaronik jako Łukasz Smolarek
- Marta Chwaszczyńska jako Marta Wolna
- Magdalena Budrewicz jako Lena Rudzka
- Joanna Drozdowska jako Joanna Gwiazda
- Maciej Czachowski jako Piotr Lipiec
- Monika Rojewska jako Zuzanna Żmuda
- Marcin Słabolepszy jako "Olo"
- Martyna Chacińska-Parys  jako Lidia
- Leonardo Lacaria jako Massimo
- Priscilla Russo jako Dagmara
- Łukasz Kurczewski jako Edward ,,Ed"
- Jasper Sołtysiewicz jako Konrad Domicki
- Żaneta Tymków jako Gabriela ,,Gabi"
- Manuela Jabłońska

### Epizodyczni
- Rafał Rogulski jako "Zyga"
- Kinga Kamila Kujawska jako Daria
- Aleksandra Kowarska-Warpas jako Beata
- Lianka Akopian jako Karina
- Katarzyna Sępoch jako Izabela
- Sebastian Przybylski jako Borys
- Łukasz Pośnik jako ,,Nowy"
- Marek Ulman jako Mariusz
- Katarzyna Piętowska jako Regina
- Hubert
- Agnieszka
- Helena
- Magdalena
- Agnieszka Goździewicz jako Irma
- Jan Paweł Tomaszewski jako Klaus
- Mikołaj
- "Krata"
- Dawid
- Adam
- Katarzyna
- "Igła"
- Przemysław
- Iwona
- Izabela Mularonek jako Ewa
- Patrycja
- Robert
- Paweł Rzeźniczak jako Sebastian
- Krzysztof
- Konrad Skrzecz jako ,,Rysiek"
- Marcin „WuWunio" Sprusiński
- Joanna Asteya Dec
- Joanna Aicha Słoniec
- Justyna Pawlicka

## Spis serii
| Seria | Sezon     | Odcinki     | Premiera serii  | Finał serii       | Pora emisji               | Średnia oglądalność |
| ----- | --------- | ----------- | --------------- | ----------------- | ------------------------- | ------------------- |
| 1.    | 2013/2014 | 1–126 (126) | 2 września 2013 | 29 listopada 2013 | poniedziałek–piątek 18:00 | 988 145             |
| 1.    | 2013/2014 | 1–126 (126) | 2 grudnia 2013  | 7 lutego 2014     | poniedziałek–piątek 17:00 | 988 145             |
| 1.    | 2013/2014 | 1–126 (126) | 10 lutego 2014  | 28 lutego 2014    | poniedziałek–piątek 15:00 | 988 145             |